# Vohimanga
Vohimanga är ett berg i Madagaskar. Det ligger i den södra delen av landet, 600 km söder om huvudstaden Antananarivo. Toppen på Vohimanga är 1 038 meter över havet, eller 489 meter över den omgivande terrängen. Bredden vid basen är 6,1 km.
Terrängen runt Vohimanga är platt söderut, men norrut är den kuperad. Runt Vohimanga är det ganska glesbefolkat, med 22 invånare per kvadratkilometer. Omgivningarna runt Vohimanga är i huvudsak ett öppet busklandskap.